# Painkulam
Painkulam es una  ciudad censal situada en el distrito de Kanyakumari en el estado de Tamil Nadu (India). Su población es de 23630 habitantes (2011). Se encuentra a 40 km de Thiruvananthapuram y a 83 km de Tirunelveli. 

## Demografía
Según el censo de 2011 la población de Painkulam era de 23630 habitantes, de los cuales 11709 eran hombres y 11921 eran mujeres. Painkulam tiene una tasa media de alfabetización del 89,66%, superior a la media estatal del 80,09%: la alfabetización masculina es del 92,40%, y la alfabetización femenina del 86,97%.